# Claudia Morgan
Claudia Louise Morgan (12 de junio de 1911 – 17 de septiembre de 1974) fue una actriz estadounidense de cine, televisión y radio. Fue conocida sobre todo por su debut en el papel de Vera Claythorne en la primera producción de Broadway de Ten Little Indians, de Agatha Christie, y por su interpretación de Nora Charles en la serie radiofónica de los años cuarenta The Adventures of the Thin Man.

## Primeros años
Morgan nació en Brooklyn, Nueva York, en 1911, hija de los actores Ralph Morgan (de soltero Raphael Kuhner Wuppermann) y Grace Arnold (de soltera Georgiana Louise Iverson). Algunas fuentes indican que nació como Claudia (o Claudeigh) Louise Wuppermann, pero otras indican que su padre ya había cambiado su apellido por Morgan en el momento de su nacimiento. Su tío era el actor Frank Morgan. Estudió en la Ely Court School de Greenwich, Connecticut.

## Teatro
Morgan, que formó parte del reparto de más de 30 obras de Broadway, protagonizó The Man Who Came to Dinner y Ten Little Indians. Finalmente, fue despedida de su papel en Ten Little Indians porque su trabajo en The Adventures of the Thin Man en la radio provocaba un retraso en la producción teatral todos los viernes por la noche. También apareció en The Apple Cart, y The Sun Field.

## Cine/televisión
El primer papel cinematográfico de Morgan fue en 1932, y el último en 1964 (The World of Henry Orient). Apareció en Kraft Television Theatre y Robert Montgomery Presents.

## Radio
Morgan era conocida por interpretar a Nora Charles en The Adventures of the Thin Man. Estuvo casada con el locutor de radio y actor Ernest Chappell, y actuó con él en el programa de radio de finales de los años cuarenta, Quiet Please. En 1941, se unió al reparto de The O'Neills, en el papel de Laura Penway. También fue una habitual en Ford Theatre, David Harum, Joyce Jordan, M.D., Lone Journey, We Love and Learn, y The Right to Happiness.

## Vida personal
Morgan se casó cinco veces, todas ellas sin hijos. En 1931 se casó con Talbott Cummings, con el que sólo llevaba un año casada cuando solicitó el divorcio. Se casó con el aviador Robert Shippee el 22 de julio de 1934, matrimonio que también acabó en divorcio. Se casó con Charles H. Horburg Jr. el 14 de mayo de 1937, divorciándose en 1938. Se casó con Phil Ormsby, actor y arquitecto, el 2 de agosto de 1938. Le sobrevivió su quinto esposo, Kenneth Loane.

## Muerte
Morgan murió en la ciudad de Nueva York el 17 de septiembre de 1974, a los 63 años, por causas no reveladas. Fue enterrada en el Cementerio de Greenwood, Brooklyn, Nueva York (sección 168, lote 14447 Wupperman Family Plot).[cita requerida]

## Apariciones en radio
| Año  | Programa                      | Episodio/fuente                       |
| ---- | ----------------------------- | ------------------------------------- |
| 1952 | Grand Central Station         | Everything I Longed For               |
| 1953 | Grand Central Station         | Count Your Chickens                   |
| 1953 | Grand Central Station         | The Sly Professor                     |
| 1955 | The Adventures of the Abbotts | Actualizada la serie Abbott Mysteries |